# Stefan Andzelm
Stefan Andzelm (zm. 4 sierpnia 1944 w Janowcu) – polski rolnik, Sprawiedliwy wśród Narodów Świata.

## Życiorys
Podczas II wojny światowej wraz z żoną Walerią i córką Marią zaangażował się w pomoc dwójce Żydów. Ukrywał ich w swoim gospodarstwie w Janowcu (dystrykt lubelski).
Andzelm ukrywał Mosesa Kershenbauma, który uciekł z obozu pracy w Opolu Lubelskim w marcu 1942 r. i pierwotnie trafił pod opiekę jego matki. Schronienie u Andzelma znalazł w chwili, gdy Niemcy zapoczątkowali akcję deportacyjną Żydów z Janowca w sierpniu 1942 r. Pod jego opiekę trafił wraz ze swoim przyjacielem, Israelem Szwarcwortem. Andzelmowie ukrywali ich pod oborą zapewniając pokarm, wynosząc nieczystości i wyprowadzając na świeże powietrze, gdy było to bezpieczne. Dwoje ukrywanych Żydów wyszło na wolność 4 sierpnia 1944 r., niestety Andzelm nie mógł podzielić ich radości, gdyż w dniu wyzwolenia wsi został trafiony pociskiem ze skutkiem śmiertelnym.
7 marca 1983 r. Instytut Jad Waszem uhonorował Stefana Andzelma medalem „Sprawiedliwy wśród Narodów Świata”.